# Maraîchinage
 (novembre 2022).
Si vous disposez d'ouvrages ou d'articles de référence ou si vous connaissez des sites web de qualité traitant du thème abordé ici, merci de compléter l'article en donnant les références utiles à sa vérifiabilité et en les liant à la section « Notes et références ».
« Maraîchinage » désigne les rituels de fréquentation et de séduction particuliers qui ont eu cours jusqu'au début du XXe siècle entre les jeunes des deux sexes dans la partie maritime du Marais breton-vendéen (le Pays de Monts), et plus particulièrement la permissivité entourant les relations amoureuses prémaritales des jeunes Maraîchins (habitants du Marais). Le verbe maraîchiner a été parfois utilisé pour désigner la pratique du baiser lingual à laquelle s'adonnaient assidûment les adolescents de cette région.
Analogue à d'autres coutumes de fréquentation jadis attestées dans la plupart des régions rurales de France et d'Europe, le maraîchinage vendéen apparaît à la fois comme un archaïsme médiéval transmis intact à l'époque moderne, et comme une préfiguration des mœurs libérales qui se sont généralisées dans le second tiers du XXe siècle. Il a à ce titre particulièrement retenu l'attention des anthropologues et historiens, d'autant plus que vu sa proximité dans le temps, il a pu être abondamment observé et décrit, en particulier par Marcel Baudouin, qui y a consacré un ouvrage à succès. De très nombreuses photographies (comme celles d'Adeline Boutain) et cartes postales éditées au début du XXe siècle témoignent de l'intérêt amusé (ou faussement scandalisé) que suscitait alors ce comportement sexuel considéré comme insolite, voire déviant.

## Le témoignage de l'abbé Simonneau
Une des premières descriptions détaillées du phénomène remonte à 1882, et est due à l'abbé Augustin Simonneau qui, dans une monographie consacrée à la paroisse de Saint-Urbain dont il était curé (dans le canton de Saint-Jean-de-Monts), écrit : « L'époque du mariage est très dangereuse au point de vue des bonnes mœurs, dans tous les pays, mais particulièrement dans celui-ci. Les fréquentations commencent de très bonne heure, et [ ... ] donnent lieu à tous les désordres qui accompagnent la vanité et la frivolité. [ ... ] L'accès des cabarets par les jeunes filles, qui est partout regardé comme une mauvaise note, n'inspire ici aucune répugnance. C'est l'attrait irrésistible, l'usage le plus rebelle, qui existe depuis des siècles [ ... ]. »
Les mœurs des jeunes paysans vendéens telles que les présente l'abbé Simonneau semblent anticiper d'un siècle les « boums » des adolescents urbains du XXe siècle : « [Il y a] des jours consacrés pour le rendez-vous de la jeunesse de plusieurs paroisses, sans qu'il y ait d'autre mot d'ordre que la coutume traditionnelle. Dans ces jours privilégiés on voit arriver, par tous les chemins, des groupes de jeunes filles qui vont sans difficulté et sans ombrage rejoindre les garçons, qui les ont précédées au cabaret. Quand le personnel est au complet la danse commence et dure jusqu'à la nuit. Pour clôture, chaque garçon prend sa danseuse et va la conduire, après force haltes et démonstrations d'amitié, aussi près que possible de son domicile. C'est là le bon genre, et, pour dire le mot, le maraîchinage, terme du pays qui exprime l'ensemble de toutes ces amours champêtres. »
Le curé de Saint-Urbain remarque que dans cette région farouchement catholique, les préceptes de l'Église sont peu obéis en ce qui concerne les comportements amoureux juvéniles : « Il n'est pas rare de rencontrer, les jours de fête, une série de couples échelonnés sur les routes [ ... ] sans s'inquiéter des passants et ne se privant aucunement de se donner de ferventes accolades. Le prêtre, généralement respecté, passe ; on le salue convenablement, sans se déranger davantage, mais il fera bien de ne pas admonester publiquement ces têtes exaltées par la danse, le vin et l'amour ; des propos peu mesurés lui arriveraient immanquablement. »
L'auteur note aussi que les « fréquentations sérieuses » ont ordinairement lieu au domicile de la jeune fille, indice d'une permissivité parentale très inhabituelle pour l'époque. « Le déshonneur éclate quelquefois ; mais alors il est rare que le garçon abandonne la fille : au contraire on pousse les préparatifs du mariage, et les fautes se réparent au plus vite par la conclusion sacramentelle. »

## La répression
Si l'Église semble s'être dans l'ensemble résignée aux mœurs très libres des jeunes paroissiens de la région, il en va autrement des autorités civiles, qui vont s'efforcer d'éradiquer le maraîchinage.